# Fonología del francés

## Consonantes
El francés estándar posee de 20 a 21 consonantes.
El inventario de alófonos consonánticos viene dado por:
|             | bilabial | labiodental | labiopalatal | labiovelar | alveolar | postalveolar | palatal | velar | uvular |
| oclusiva    | p b      |             |              |            | t d      |              |         | k g   |        |
| nasal       | m        |             |              |            | n        |              | ɲ¹      | ŋ²    |        |
| fricativa   |          | f v         |              |            | s z      | ʃ ʒ          |         |       | ʁ ³    |
| aproximante |          |             | ɥ            | w          | l        |              | j       |       |        |

¹ En la pronunciación actual, el fonema [ɲ] se distingue cada vez menos de [nj]. 

² El fonema [ŋ] apareció relativamente recientemente, a raíz de los préstamos de palabras de origen inglés. A veces se pronuncia [ɲ]. 

³ En algunos dialectos, la /ʁ/ puede ser reemplazada por /ʀ/ o /r/. Este fenómeno se denomina alofonía.

## Vocales
|             | anterior  | central | posterior |
| cerrada     | i y       |         | u         |
| semicerrada | e ø       |         | o         |
| media       |           | ə ¹     |           |
| semiabierta | ɛ ɛ̃ œ œ̃ ¹ |         | ɔ ɔ̃       |
| abierta     | a         |         | ɑ² ɑ̃      |

¹ En la pronunciación actual, [ə] tiende a acercarse a [ø], y œ̃ tiende a aproximarse a ɛ̃.

² La distinción entre a [a] y â [ɑ] ha desaparecido en el habla usual en Francia, aunque se mantienen en Bélgica o Quebec.

## Pronunciación de los grafemas

### Consonantes
| b | c    | ç | ch   | d | f      | g     | gn   | gu | h     | j | k    | l          | m |
| - | ---- | - | ---- | - | ------ | ----- | ---- | -- | ----- | - | ---- | ---------- | - |
| b | k, s | s | ʃ, k | d | f      | g, ʒ  | ɲ    | g  | ¹     | ʒ | k    | l          | m |
| n | ng   | p | ph   | q | qu     | r, rh | s    | ss | t, th | v | w    | x          | z |
| n | ŋ    | p | f    | k | k, /k/ | ʁ     | s, z | s  | t     | v | w, v | /ks/, /gz/ | z |

¹ La h no se pronuncia en francés estándar, salvo en las interjecciones como ha!, y algunas veces interrumpe la liaison (se dice "de haute" y no "d'haute" (de lo alto))

### Vocales
| a       | â    | æ |      | ai   | ain | an | au   |
| ------- | ---- | - | ---- | ---- | --- | -- | ---- |
| a, ɑ    | ɑ    | e |      | ɛ, e | ɛ̃   | ɑ̃  | o    |
| e       | ê, è | é | eau  | ei   | ein | en | eu   |
| ə, e, ɛ | ɛ    | e | o    | ɛ    | ɛ̃   | ɑ̃, | œ, ø |
| i       |      |   |      |      |     | in |      |
| i, j    |      |   |      |      |     | ɛ̃  |      |
| o       | ô    | œ | œu   | oi   | oin | on | ou   |
| ɔ, o    | o    | ə | œ, ø | wa   | wɛ̃  | ɔ̃  | u, w |
| u       |      |   |      |      |     | un |      |
| y, ɥ    |      |   |      |      |     | œ̃  |      |
| y       |      |   |      |      |     |    |      |
| j, i    |      |   |      |      |     |    |      |

### Comentarios adicionales
- ay =/aj/ en mayonnaise /majɔ'nɛ:z/, himalayen /imala'jɛ̃/ y fayot /fa'jo/; /ɛi/ en pays /pɛ'i/, paysage /pɛ i'zaʒ/, paysan /pɛ i'zɑ̃/, dépayser /depɛ i'ze/ y abbaye /abɛ 'i/; /ɛj/ en los demás casos;
- ai, tradicionalmente /ɛ/ al final de la palabra como en «quai, j’ai, je donnai, je parlerai, etcétera», pronunciado /e/ en ciertos dialectos, especialmente en el sur del país;
- c = /s/ ante e, i, y; /k/ en los demás casos;
- g = /ʒ/ ante e, i, y; /g/ en los demás casos;
- i = /j/ ante vocal, /i/ en los demás casos;
- il = /j/ tras vocal, /il/ en los demás casos;
- ill = /ij/ cuando va seguida de e y al final, /j/ tras vocal.  Excepciones:  ville, mille y tranquille que se pronuncian /vil/, /mil/ y /tʀɑ̃kil/, respectivamente;
- k y w solo aparecen en palabras extranjeras;
- s = /z/ entre vocales y /s/ en los demás casos o cuando está duplicada;
- ti, seguida de otra vocal y no al comienzo de la palabra, se pronuncia /sj/ ;
- ou = /w/ ante vocal, /u/ en los demás casos;
- u = /ɥ/ ante vocal, /y/ en los demás casos;
- y = /j/ ante vocal, /i/ en los demás casos;
- las d, s, t y x finales en general no se pronuncian, salvo en caso de sinalefa (en tal caso d y t se pronuncian /t/ y s y x se pronuncian /z/).

## Variantes geográficas y diacrónicas

### EnQuebec
- La T y la D se articulan africadas cuando son seguidas por I, U o Y. Las vocales se acortan. EJEMPLO: El platillo más famoso de esta provincia canadiense, poutine, se pronuncia /pʊtˢɪn/ en lugar de /putin/. '

### EnFrancia
- según los dialectos y los sociolectos, ciertos pares de vocales no se distinguen o son intercambiables :
  - ɛ̃ y œ̃ (brin/brun). En la región de Nantes, pero no el sur de Toulouse, donde se conserva la diferencia.
  - a y ɑ (patte/pâte)
  - e y ɛ (thé/taie)
  - o y ɔ (côte/cotte)
  - ø y œ (jeûne/jeune)
  - ø y ə (deux/de)

### Evolución fonética
El grupo galorromance es una de las ramas más diveregentes dentro del grupo romance occidental, tanto en el nivel léxico como en el nivel fonético. Solo las lenguas romances orientales presentan un grado de divergencia similar respecto al promedio de las lenguas romances. La mayoría de estos cambios parecen remontarse al período comprendido entre los siglos VII a XII cuando el sistema fonológico sufrió importantes cambios que alejaraon a estas lenguas del resto de lenguas romances occidentales.
A continuación se presentan algunas evoluciones fonéticas por siglos que dan una idea del ritmo de los principales cambios fonéticos:
| Latín                     | Proto- romance | francés antiguo | francés antiguo    | francés medio | francés moderno | francés moderno |
| Latín                     | Proto- romance | siglo IX        | siglo XII          | siglo XV      | siglo XVIII     | siglo XXI       |
| ------------------------- | -------------- | --------------- | ------------------ | ------------- | --------------- | --------------- |
| PĔDE- 'pie'               | *'pɛde         | /pieð/          | /pieθ/ pied        | /pie/         | /pie/           | /pie/ pied      |
| MATŪRU- 'maduro'          | *ma'turo       | /ma'ðyr/        | /mə'yr/ meür       | /myr/         | /myʀ/           | /myʀ/ mûr       |
| SCŪTU- 'escudo'           | *(i)s'kuto     | /es'kyð(o)/     | /es'ky/ escu       | /e'ky/        | /e'ky/          | /e'ky/ écu      |
| SÆTA- 'flecha'            | *'sɛta         | /seiðə/         | /seiə/ seie        | /soiə/        | /swɛə/          | /swa/ soie      |
| FŒMINA- 'mujer'           | *'femina       | /femnə/         | /femmə/ femme      | /fãmə/        | /fam(ə)/        | /fam/ femme     |
| HŎMINE- 'hombre'          | *'omine        | /omnə/          | /ommə/ homme       | /õmə/         | /ɔm(ə)/         | /ɔm/ homme      |
| BĔLLUS 'bonito'           | *'bɛllos       | /bɛłs/          | /bɛaus/ beaus      | /be'au/       | /bio/           | /bo/ beau       |
| HABĒRE 'haber, tener'     | *a'bere        | /a'veire/       | /a'voir/ avoir     | /a'vwɛr/      | /a'vwɛʀ/        | /a'vwaʀ/ avoir  |
| IŪDICĀTU- 'juzgado'       | *ʤudi'kato     | /ʤy'ʤieð(o)/    | /ʒy'ʒie/ jugié     | /ʒy'ʒe/       | /ʒy'ʒe/         | /ʒy'ʒe/ jugé    |
| CŎLLŌCĀRE 'poner, tender' | *kollo'kare    | /koł'ʧier(e)/   | /ku'ʧier/ couchier | /ku'ʃie(r)/   | /ku'ʃe/         | /ku'ʃe/ coucher |

## Fonología comparativa del francés y del castellano
| Vocales           | Francés                 |                |      | Castellano                              |
| ----------------- | ----------------------- | -------------- | ---- | --------------------------------------- |
| inglés spa        | pas \pɑ\                | âme \ɑm\       | /ɑ/  |                                         |
|                   | ma \ma\                 | femme \fam\    | /a/  | pata \pata\, año \aɲo\                  |
|                   | dé \de\                 | —              | /e/  | pelo \pelo\, enano \enano\              |
| inglés bed        | dais \dɛ\               | dette \dɛt\    | /ɛ/  |                                         |
|                   | dit \di\                | dite \dit\     | /i/  | isla \isla\, ir \iɾ\                    |
| alemán können     | fleuriste \flœ.ʁist\    | peur \pœʁ\     | /œ/  |                                         |
| alemán bitte      | œuf \əf\                | de \də\        | /ə/  |                                         |
| alemán hör        | deux \dø\               | creuse \kʁøz\  | /ø/  |                                         |
| alemán über       | dû \dy\                 | lutte \lyt\    | /y/  |                                         |
|                   | doux \du\               | douze \duz\    | /u/  | usted \usteð\, único \'uniko\           |
|                   | dos \do\                | dôme \dom\     | /o/  | obligado \oβliɤaðo\, ofrecer \ofreθer\  |
|                   | phonétique \fɔ.ne.tik\  | bol \bɔl\      | /ɔ/  |                                         |
| Vocales nasales   |                         |                |      |                                         |
| polaco węże       | daim \dɛ̃\               | plainte \plɛ̃t\ | /ɛ̃/  |                                         |
| polaco wąż        | dont \dɔ̃\               | monte \mɔ̃t\    | /ɔ̃/  |                                         |
| portugués irmã    | dent \dɑ̃\               | lente \lɑ̃t\    | /ɑ̃/  |                                         |
| ?                 | un \œ̃\                  | junte \ʒœ̃t\    | /œ̃/  |                                         |
| Semi-vocales      |                         |                |      |                                         |
|                   |                         |                | /ʝ/  | yo \ʝo\, ayudar \aʝuðaɾ\                |
|                   | yeux \jø\               | fille \fij\    | /j/  | miel \mjel\, hielo \jelo\               |
| occitano nuèch    | huile \ɥil\             |                | /ɥ/  |                                         |
|                   | oui \wi\                |                | /w/  | cual \kwal\, respuesta \respwesta\      |
| Consonantes       |                         |                |      |                                         |
|                   | nan \nɑ̃\                | canne \kan\    | /n/  | nave \naβe\, buen \βwen\                |
|                   | gnon \ɲɔ̃\               | cagne \kaɲ\    | /ɲ/  | ñoño \ɲoɲo\, niña \niɲa\                |
|                   |                         | ping \piŋ\     | /ŋ/  | penca \peŋka\, ángel \'aŋxel\           |
|                   | gant \ɡɑ̃\               | bague \baɡ\    | /ɡ/  | guardar \ɡwaɾðaɾ\, ganar \ɡanaɾ\        |
|                   |                         |                | /ɣ/  | hago \aɣo\, lago \laɣo\                 |
|                   | quand \kɑ̃\              | bac \bak\      | /k/  | coger \koxeɾ\, queso \keso\             |
|                   | ment \mɑ̃\               | dame \dam\     | /m/  | mujer \muxer\, madre \maðɾe\            |
| inglés but        | banc \bɑ̃\               | crabe \kʁab\   | /b/  |                                         |
|                   |                         |                | /β/  | bueno \βweno\, vaca \βaka\              |
| inglés voice      | vent \vɑ̃\               | cave \kav\     | /v/  |                                         |
|                   | pend \pɑ̃\               | cape \kap\     | /p/  | padre \paðɾe\, pez \peθ\                |
|                   | fend \fɑ̃\               | gaffe \ɡaf\    | /f/  | familia \familja\\, flujo \fluxo\       |
|                   | dans \dɑ̃\               | fade \fad\     | /d/  | dar \daɾ\, dolor \doloɾ\                |
|                   |                         |                | /ð/  | nadar \naðar\, usted \usteð\            |
|                   | tant \tɑ̃\               | patte \pat\    | /t/  | tirar \tiraɾ\, traer \tɾaeɾ\            |
| portugués janela  | jeune \ʒən\             | cage \kaʒ\     | /ʒ/  |                                         |
|                   |                         |                | /ʎ/  | hallar \aʎaɾ\, amarillo \amariʎo\       |
|                   |                         |                | /t͡ʃ/ | chantaje \t͡ʃanˈtaxe\\, chico \t͡ʃiko\    |
| portugués chamar  | chaise longue \ʃɛz lɔ̃g\ | cache \kaʃ\    | /ʃ/  | ches long \ʃesloŋ\, mexica \meʃika\     |
|                   |                         |                | /θ/  | hacer \aθer\, zapato \θapato\           |
| inglés nose       | zen \zɛn\               | bise \biz\     | /z/  |                                         |
|                   | sans \sɑ̃\               | masse \mas\    | /s/  | salir \saliɾ\, símbolo \s'imbolo\       |
|                   | lent \lɑ̃\               | cale \kal\     | /l/  | lavar \laβaɾ\, levantar \leβantaɾ\      |
|                   |                         |                | /ɾ/  | reír \re'iɾ\, derecho \deɾet͡ʃo\         |
| alemán reich      | rang \ʁɑ̃\               | car \kaʁ\      | /ʁ/  |                                         |
|                   |                         |                | /r/  | perra \pera\, rosa \rosa\, honra \onra\ |
|                   |                         |                | /x/  | jefe \xefe\, gitano \xitano\            |
| (raro) inglés ham | hop \hop\               |                | /h/  |                                         |
| h aspiré          | haut \ʔo\               |                | /ʔ/  |                                         |